# Rio Sobat
Vista do rio do ar

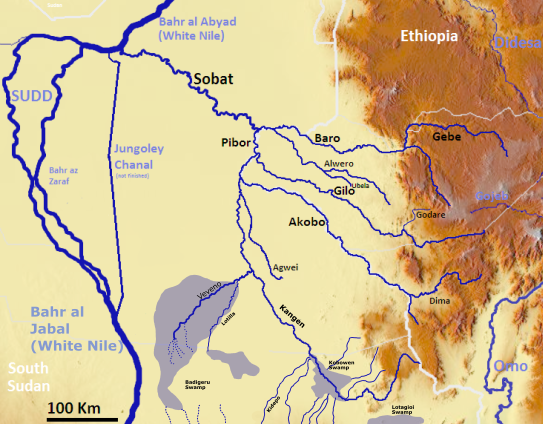
Bacia do rio Sobat

O rio Sobat é um rio da região do Grande Nilo Superior, no nordeste do Sudão do Sul, na África. É o mais a sul dos grandes afluentes orientais do Nilo Branco, antes da confluência com o Nilo Azul.

## Geografia
O rio Sobat é formado pela confluência do rio Baro, que flui a oeste, e do rio Pibor, que flui ao norte, na fronteira com a Etiópia. O rio entra no Nilo Branco em Doleib Hill, perto da cidade de Malakal, no Alto Nilo .
Quando inundado, o rio Sobat produz uma enorme descarga carregando um sedimento branco, que dá nome ao Nilo Branco.

### Hidrologia
O Sobat e seus afluentes drenam uma bacia hidrográfica de aproximadamente 225 000 quilômetro quadrados (87 000 sq mi) em tamanho. A vazão média anual do rio é de 412 m³/s (14.550   ft³/s).